# Mount Smith
Mount Smith ist ein rund 1400 m hoher Berg im ostantarktischen Viktorialand. Er ragt nördlich des Mawson-Gletschers und etwa 11 km nordnordwestlich des Mount Murray auf. Auf der Ostseite des Mount Smith liegt das Wilkes-Amphitheater, ein großer Bergkessel.
Entdeckt wurde der Berg durch Teilnehmer der Discovery-Expedition (1901–1904) unter der Leitung des britischen Polarforschers Robert Falcon Scott. Benannt ist er vermutlich nach dem Schiffskonstrukteur William Edward Smith (1850–1930), verantwortlich für die Planentwicklung und Überwachung des Baus des Expeditionsschiffs RSS Discovery.